# 公良姓
公良姓是漢字複姓之一，在明朝的《百家姓续编》中排第453位。在现代是极罕见的姓氏。

## 起源
公良姓出自妫姓，是由身份加上名字组成的复姓。根据《姓氏考略》的记载，公良这个姓氏是周朝陈国公子良的后代。

## 郡望
- 陈留郡：今为河南开封一带。

## 外部連結
[在维基数据编辑]
 《百家姓》
 《欽定古今圖書集成·明倫彙編·氏族典·公良姓部》，出自陈梦雷《古今圖書集成》